# 阿年比
阿年比是巴西圣保罗州的一个市镇。总面积736.463平方公里，总人口5271人，人口密度7.2人/平方公里。